# Hanumankind
Сурадж Черукат (малаял. സൂരജ് ചെറുകാട്ട്), професійно відомий як Hanumankind (нар. 1992, Керала, Індія) — індійський репер із штату Керала, який виростав переважно в Сполучених Штатах. Зараз він живе в Бенгалуру. Hanumankind випустив свій перший сингл «Daily Dose» зі свого дебютного міні-альбому «Kalari» у 2019 році. Репер отримав широку популярність в Індії та за кордоном завдяки своєму треку «Big Dawgs», в дуеті з гайдарабадським музикантом і продюсером Kalmi.

## Раннє життя та освіта
Сурадж Черукат народився в Малаппурамі, штат Керала. Його батько працював у нафтовій компанії. Більшу частину своїх ранніх років Черукат провів у Х'юстоні, штат Техас, де навчався в громадському коледжі Х'юстона. У 2012 році він повернувся до Індії та вступив до коледжу PSG у Коїмбатурі, щоб отримати ступінь ділового адміністрування. Він стажувався в Goldman Sachs у 2014 році. У 2017 році більше року працював у компанії операційним аналітиком. Пізніше він залишив компанію та приєднався до BigCity Promotions як спеціаліст із питань альянсу та партнерства.

## Музична кар'єра
Черукат розпочав кар'єру професійного репера, виступаючи на NH7 Weekender і випустивши свій дебютний EP «Kalari» у 2019 році. Його пісня «The Last Dance» включена в офіційний саундтрек до малаяламського фільму «Захват».

### 2024–…: міжнародний прорив із «Big Dawgs»
Він отримав широке визнання як в Індії, так і за кордоном, випустивши музичне відео «Big Dawgs» за участю Калмі в липні 2024 року. У музичному відео, знятому Біджоєм Шетті, Черукат виступає на класичному карнавальному атракціоні, відомому як «колодязь смерті». Відео привернуло значну увагу завдяки унікальній ідеї та високооктановій енергії.

## Артистизм
Живучи в Техасі, Черукат познайомився з південним хіп-хопом і слухав таких виконавців, як Three 6 Mafia, Project Pat, UGK, TidexX і DJ Screw. Він також фанат System of a Down. На його музичний стиль значно вплинули Кендрік Ламар, J. Cole і Logic.

## Дискографія

### Мініальбоми
| Назва         | Деталі                                                                                 |
| ------------- | -------------------------------------------------------------------------------------- |
| Kalari        | - Випущено: 27 грудня 2019 - Лейбл: Mixtape Monopoly - Формати: завантаження, стримінг |
| Surface Level | - Випущено: 2 жовтня 2020 - Лейбл: The illage - Формати: завантаження, стримінг        |

### Сингли
| Назва                                    | Рік  | Пікові позиції | Пікові позиції | Пікові позиції | Пікові позиції | Пікові позиції | Пікові позиції | Пікові позиції | Пікові позиції | Пікові позиції | Пікові позиції | Альбом            |
| Назва                                    | Рік  | IND            | AUS            | CAN            | GER            | IRE            | NZ             | SWI            | UK             | US             | WW             | Альбом            |
| ---------------------------------------- | ---- | -------------- | -------------- | -------------- | -------------- | -------------- | -------------- | -------------- | -------------- | -------------- | -------------- | ----------------- |
| «Daily Dose»                             | 2019 | —              | —              | —              | —              | —              | —              | —              | —              | —              | —              | Kalari            |
| «S.L.A.B»                                | 2020 | —              | —              | —              | —              | —              | —              | —              | —              | —              | —              | Сингл без альбому |
| «Options»                                | 2020 | —              | —              | —              | —              | —              | —              | —              | —              | —              | —              | Сингл без альбому |
| «Beer and Biryani»                       | 2020 | —              | —              | —              | —              | —              | —              | —              | —              | —              | —              | Сингл без альбому |
| «Genghis»                                | 2021 | —              | —              | —              | —              | —              | —              | —              | —              | —              | —              | Сингл без альбому |
| «Damnson»                                | 2021 | —              | —              | —              | —              | —              | —              | —              | —              | —              | —              | Сингл без альбому |
| «Skyline»                                | 2021 | —              | —              | —              | —              | —              | —              | —              | —              | —              | —              | Сингл без альбому |
| «Lola's Chant» (with Kalmi)              | 2022 | —              | —              | —              | —              | —              | —              | —              | —              | —              | —              | Сингл без альбому |
| «Third Eye Freeverse (Red Bull 64 Bars)» | 2022 | —              | —              | —              | —              | —              | —              | —              | —              | —              | —              | Сингл без альбому |
| «Go to Sleep»                            | 2023 | —              | —              | —              | —              | —              | —              | —              | —              | —              | —              | Сингл без альбому |
| «Ayyayyo»                                | 2023 | —              | —              | —              | —              | —              | —              | —              | —              | —              | —              | Сингл без альбому |
| «Big Dawgs» (with Kalmi)                 | 2024 | 3              | 9              | 9              | 11             | 30             | 2              | 9              | 15             | 23             | 9              | Сингл без альбому |

### Пісні для кіно
| Рік  | Фільм     | Пісня            | Композитор(и) | Нотатки | Прим.  |
| ---- | --------- | ---------------- | ------------- | ------- | ------ |
| 2024 | Ентузіазм | "The Last Dance" | Сушин Шиям    |         | [ 33 ] |